# پل وینسنت توماس

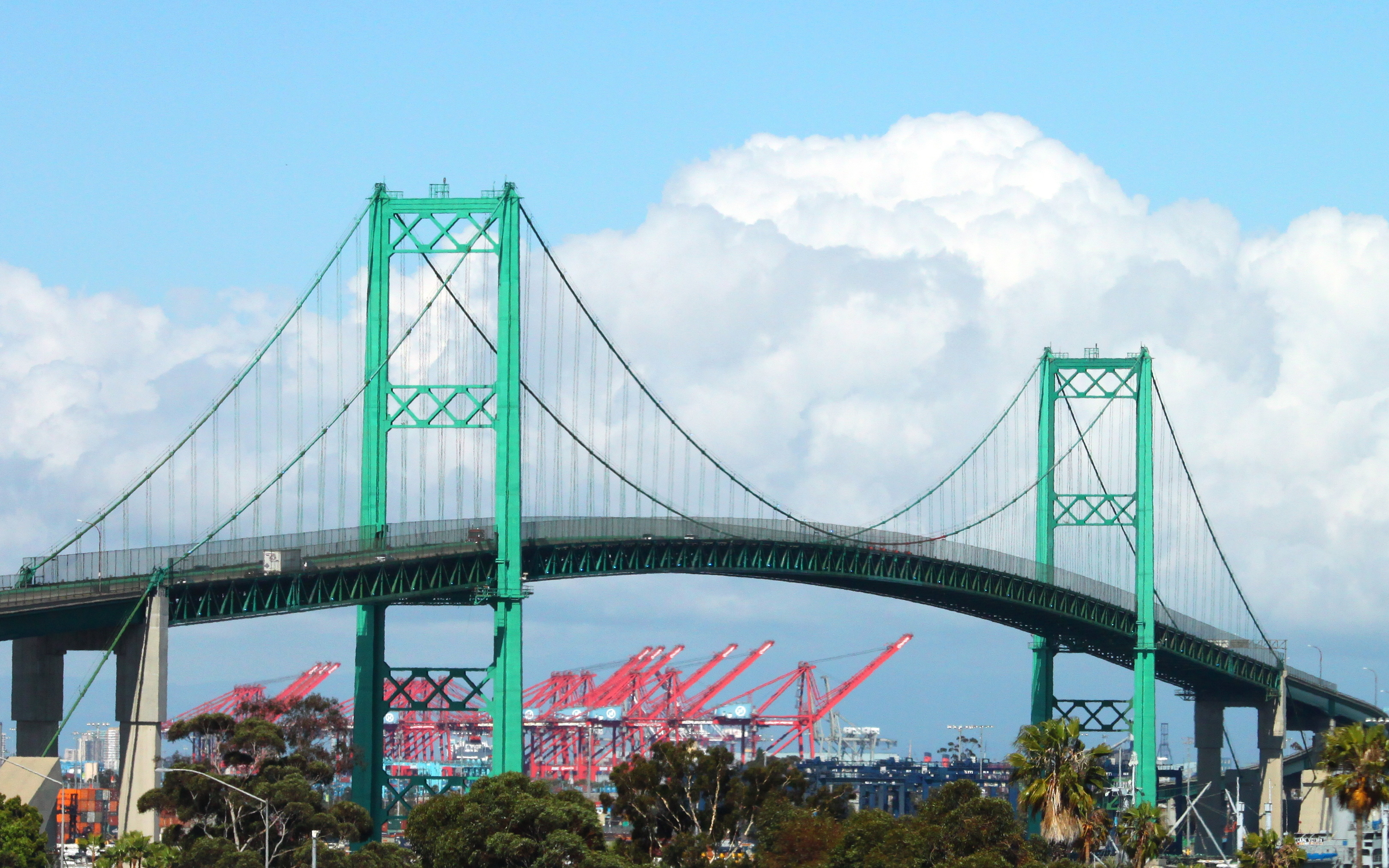
پل وینسنت توماس در سال ۲۰۰۹

پل وینسنت توماس (به انگلیسی: Vincent Thomas Bridge) یک پل معلق به طول ۴۶۰ متر است که در سال ۱۹۶۳ میلادی بازگشایی شد. این پل از بندر لس‌آنجلس در کالیفرنیای آمریکا عبور می‌کند و سن‌پدرو در لس‌آنجلس را به جزیره ترمینال متصل می‌کند.

## نگارخانه

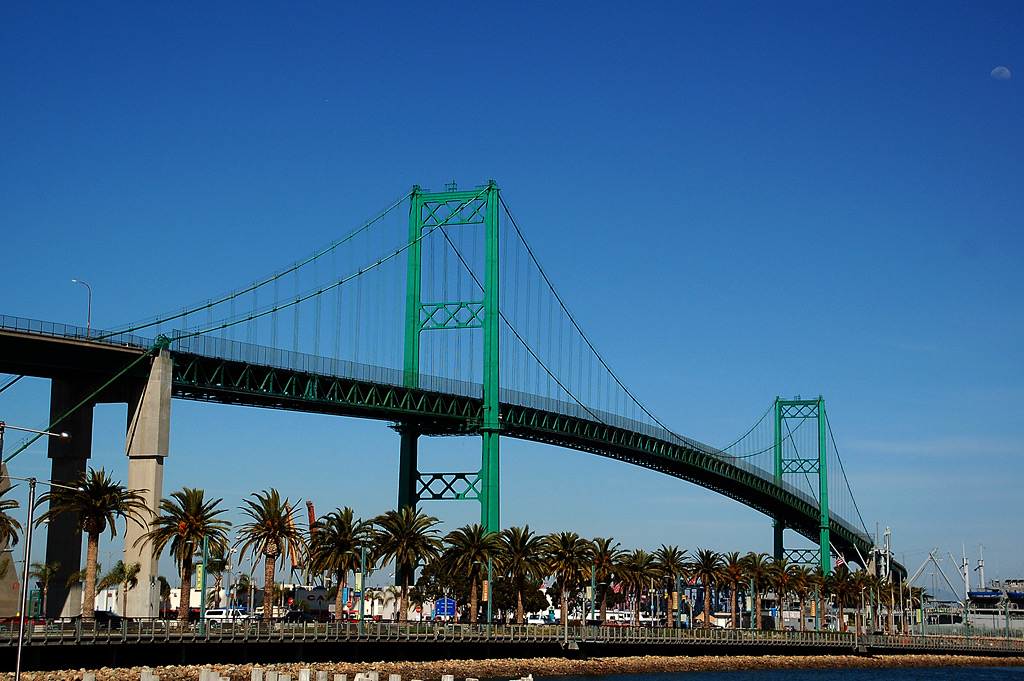
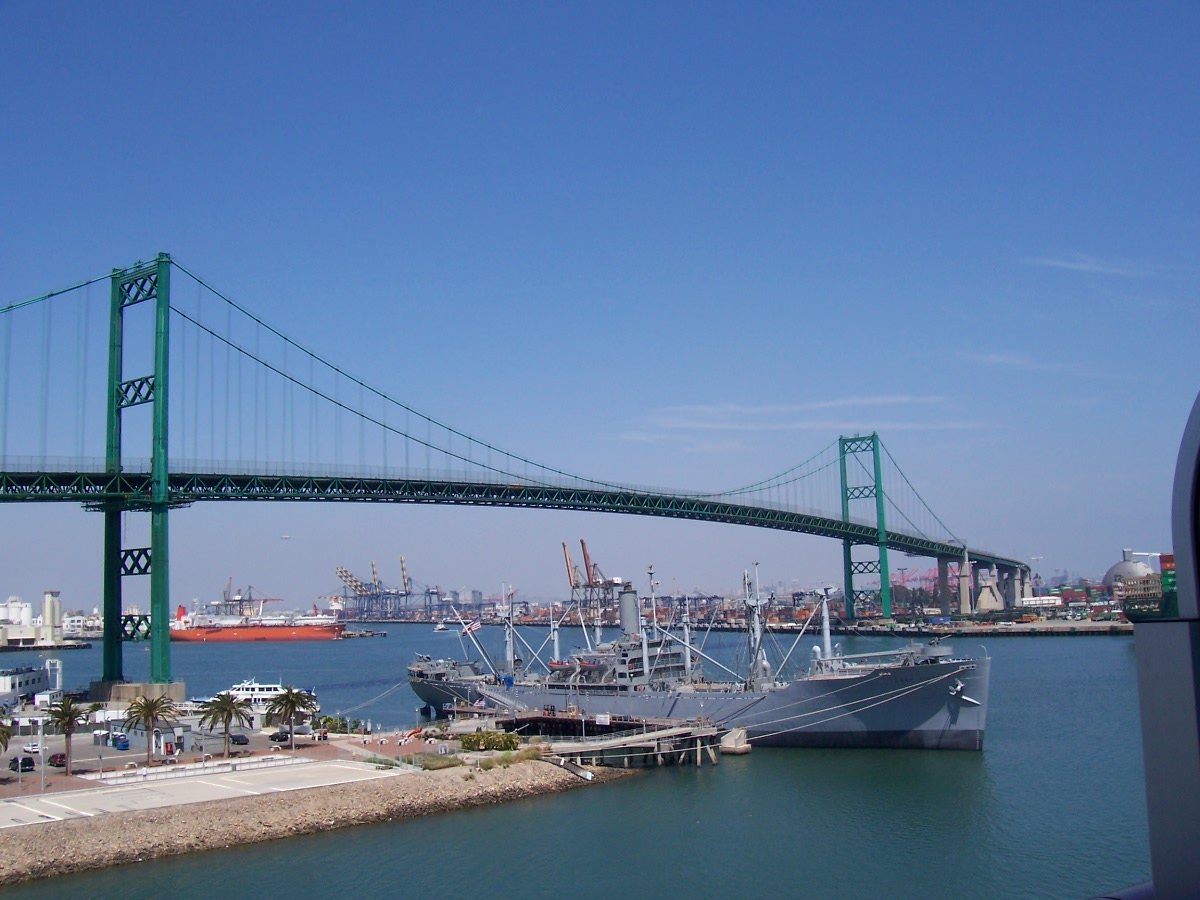
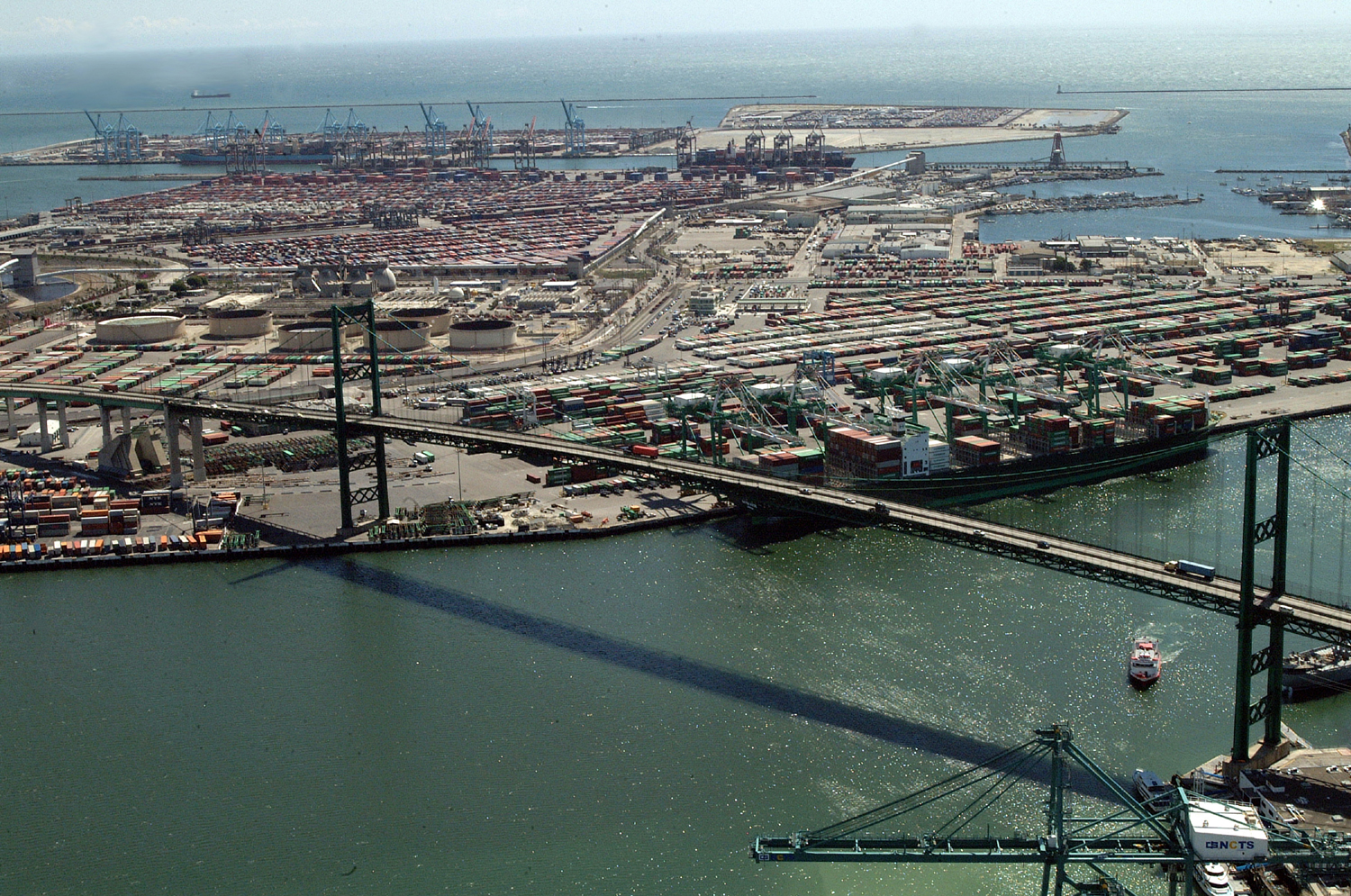
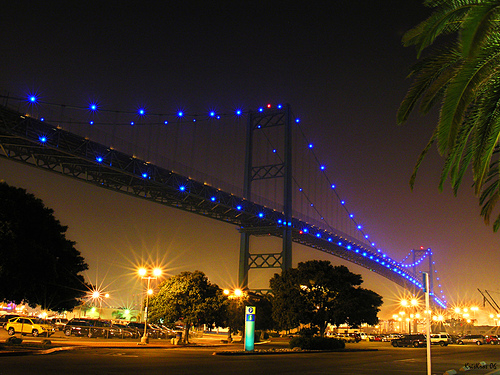
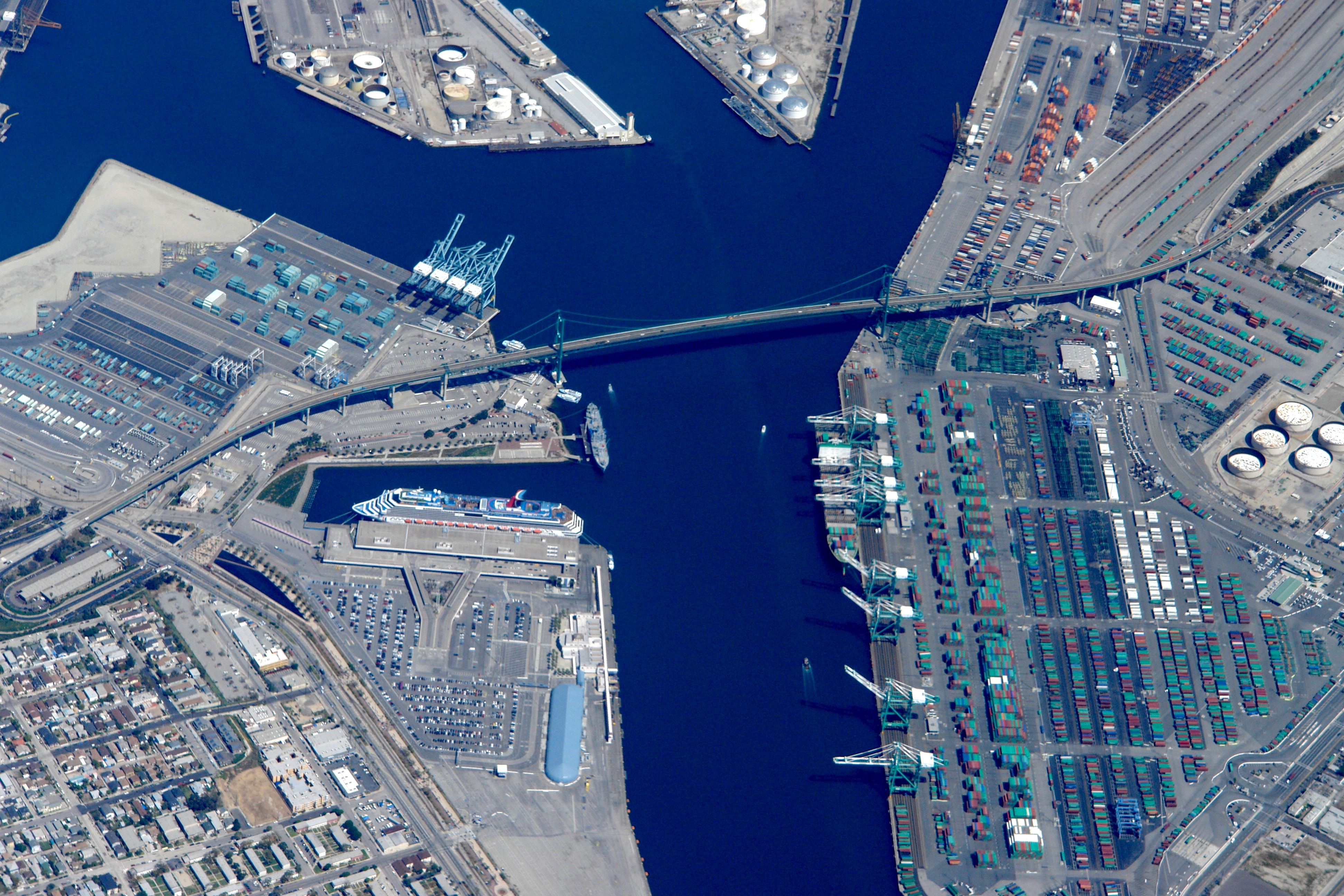